# 출세가도
출세가도는 1968년 공개된 대한민국의 영화이다.

## 배역
- 신성일
- 남정임
- 구봉서
- 서영춘
- 최남현
- 이순재
- 방인자
- 한유정
- 차미영
- 김민자
- 안인숙
- 양훈
- 장훈
- 박옥초
- 지방열
- 박상익
- [[석운아]
- 최병철